# Балтача, Сергей Сергеевич
Сергей Сергеевич Балтача (28 июля 1979, Киев, Украинская ССР, СССР) — шотландский футболист украинского происхождения.

## Биография
До 8 лет играл в школе киевского «Динамо», после переезда в Великобританию занимался в детских командах «Ипсвича» и «Сент-Джонстона» Перт.
Профессиональную карьеру начал в шотландском клубе «Сент-Миррен», за время выступления в котором сыграл также за молодёжную сборную Шотландии. В январе 2003 перешёл в английский «Миллуолл», затем — в «Петерсхилл».
В 2005 году на тренировке повредил спину и закончил карьеру, не проведя за команду ни одного матча.

## Семья
Отец, Сергей — известный в 1980-х годах футболист киевского «Динамо» и сборной СССР. Мать, Ольга Балтача — участница Олимпийских игр в пятиборье и семиборье. Младшая сестра, Елена Балтача (1983—2014) — теннисистка.